# Ропуха кавказька
Ропуха кавказька (Bufo verrucosissimus) — вид земноводних з роду Ропуха родини Ропухові.

## Опис
Загальна довжина досягає 17 см. Спостерігається статевий диморфізм: самиці більші за самців. Шкіра вкрита великими гладенькими горбиками, шипики можуть бути виражені на голові, з боків або на нижній стороні тіла. Горбки на пальцях подвійні. Резонаторів у самців немає. У людини виділення шкірних залоз ропухи може викликати алергію.
Зверху найчастіше сірого або коричневого кольору (від світлого до темного), з темними плямами. Присутня темна смуга на паротидах, але може складатися з низки плям, а іноді відсутня. Черево жовтувате з темними плямами або без них. Молоді особини можуть мати помаранчеве забарвлення з яскраво-жовтими паротидами.

## Спосіб життя
Полюбляє лісисті місцини як на рівнині, так і в горах. Зустрічається на висоті до 1900 м над рівнем моря (верхня межа лісу). Мешкає в широколистяних, змішаних і хвойних лісах, чагарниках, садах, на луках і в городах, біля чайних плантацій на заболочених ділянках та в ариках, нерідко трапляється у населених пунктах.
Активність сутінково-нічна. Тварини з'являються незабаром після заходу сонця. У період розмноження ропухи активні цілодобово. Найбільша активність спостерігається ввечері і на світанку. Вдень тварини ховаються в укриттях під каменями, хмизом, корінням дерев, копицями сіна, в неглибоких норах, гнилих пнях. Відзначено також незвичайні хованки у дуплах, які розташовуються на похилих стовбурах дерев, іноді на висоті 1,5—2 м. Ропухи прив'язані до своїх схованок, регулярно повертаючись до них після нічних походів. У густих заростях трави, що захищають від прямих променів сонця і в похмуру погоду можуть траплятися й вдень під час полювання за здобиччю.
Харчується наземними комахами, а також багатоніжками, павуками, равликами. Серед комах явно переважають жуки (головним чином, жужелиці та слоники) й мурахи, рідше зустрічаються оси, гусінь метеликів і двокрилих. Молоді особини також переважно поїдають мурах і жуків, але можуть харчуватися і бокоплавами. Пуголовки споживають оболонки ікринок, водорості, дрібних водних безхребетних, а іноді мертвих пуголовків та ікру.
На зимівлю йде у вересні-листопаді, коли температура повітря опускається нижче 6-8°С. Зимує на суші під лежачими деревами або під корінням.
Середня річна смертність дорівнює 33—42%. Максимальна тривалість життя в природі не менше 10 років.

## Розмноження
Статева зрілість настає у самців на другому, частіше на третьому році життя, у самиць, починаючи з третього року. Навесні з'являється на рівнині і в передгір'ях у другій половині березня — на початку квітня, у горах в квітні — на початку травня, при температурі повітря і води 5-6°С і ґрунту 9°С.
Період розмноження на рівнині займає близько 10 діб, в гірських районах затягується до серпня. Як місця розмноження використовує водойми зі слабким плином, джерела, тихі і неглибокі заплави гірських струмків, дрібні і невеликі за розмірами ставки й озерця. Може змінювати місця розмноження.
Самці можуть вибирати самиць і утворювати з ними пари як на суші, так і у воді. Нерест відбувається при температурі води близько 5-13°С. Ікра відкладається вночі у вигляді шнура довжиною від 3 до 15,4 м і завтовшки всього лише 8 мм. Шнури охоплюють каміння, підводні частини трав'янистих рослин.
Ікринки розташовані в три ряди, їх число в шнурі коливається більш ніж в 10 разів: від 870 до 10500 штук (найчастіше від 5 до 8 тисяч). Діаметр яйцеклітини дорівнює 1,9—2,5 мм.
Ембріональний розвиток триває близько тижня. На ранніх його стадіях температура води вище за 15°С може призвести до загибелі. Пуголовки з'являються, починаючи з середини травня, при температурі води 17°С. Життєздатність до метаморфозу в цілому низька, складаючи менше 1%, іноді понад 11%. Сеголетки досягають в довжину 17—20 мм при середній вазі 960 мг. Їх масовий вихід на сушу відбувається наприкінці липня.

## Розповсюдження
Поширена у Краснодарському і Ставропольському краях Російської Федерації, частині України, Грузії та Азербайджані. Основна частина ареалу зосереджена на заході Кавказу: на сході складається з ізольованих ділянок (Лагодехи-Закатали, Ленкоранський і Сабірабадський райони). Зустрічається також у північно-східній Туреччині та північному Ірані (провінції Гілян і Мазендеран).